# France Gélinas
Pour les articles homonymes, voir Gélinas.
France Gélinas est une femme politique et députée provinciale de la circonscription électorale de Nickel Belt en Ontario.

## Carrière
France Gélinas est une physiothérapeute franco-ontarienne. Elle fut directrice du centre de santé communautaire du Grand Sudbury et participe à l'organisation philanthropique Centraide qui est une fondation publique visant à lutter contre la pauvreté et l'exclusion sociale. France Gélinas est également présidente du groupe de référence francophone de l'École de médecine du nord de l'Ontario (Northern Ontario School of Medicine, NOSM).

## Députée provinciale
France Gélinas a été élue à l'Assemblée législative de l'Ontario lors de l'Élection générale ontarienne de 2007. Elle membre du Nouveau Parti démocratique de l'Ontario.
Elle a été nommée porte-parole du parti dans les domaines des soins de santé et de longue durée, des personnes âgées, des personnes handicapées et dans le développement des mines et forêts du nord de l'Ontario. En mai 2008, elle a rejoint ses collègues du caucus Michael Prue et Peter Tabuns en appelant le gouvernement provincial à sévir contre les producteurs privés d'hydroélectricité. 
Elle a été un critique virulent contre l'appel à la concurrence dans les services provinciaux de soins à domicile, et contre la mises à pied touchant les infirmières dans les hôpitaux de la province.
Elle a soutenu Gilles Bisson et soutenu Andrea Horwath, lors du vote final à la convention du parti.

### Initiatives politiques
En 2009, France Gélinas a déposé un projet de loi d'initiative parlementaire qui obligerait la mise à disposition du public de l'information nutritionnelle et calorique sur les menus des restaurants. En 2011, elle a introduit un projet de loi d'initiative parlementaire pour que le commissaire aux services en français relève directement de l’Assemblée législative de l'Ontario plutôt que du ministre responsable de l'Office des affaires francophones. 